# Boges d'alegria
Boges d'alegria (italià: La pazza gioia) és una pel·lícula de comèdia dramàtica italiana del 2016 dirigida per Paolo Virzì, protagonitzada per Valeria Bruni Tedeschi i Micaela Ramazzotti. Explica la història de dues dones d'orígens diferents que basteixen una amistat metre són tractades en una institució mental. Es va projectar a la secció de la Quinzena de Cineastes del Festival de Canes de 2016. S'ha doblat i subtitulat al català.

## Repartiment
- Micaela Ramazzotti - Donatella Morelli
- Valeria Bruni Tedeschi - Beatrice Morandini Valdirana
- Valentina Carnelutti - Fiamma Zappa
- Marco Messeri - Floriano Morelli
- Bob Messini - Pierluigi Aitiani
- Roberto Rondelli - Renato Corsi
- Anna Galiena - Luciana Brogi Morelli
- Tommaso Ragno - Giorgio Lorenzini
- Sergio Albelli - Torregiani
- Marisa Borini - Signora Morandini Valdirana

## Producció
La pel·lícula va ser produïda per Lotus Production i Rai Cinema. Es va rodar a la Toscana i a Roma. El rodatge va començar el 18 de maig de 2015 i va durar vuit setmanes.
01 Distribution va estrenar la pel·lícula a Itàlia el 18 de maig de 2016.